# ميت يزيد (الغربية)
ميت يزيد إحدى قرى مركز السنطة التابع لمحافظة الغربية بجمهورية مصر العربية. القرية هي توأم قرية القرشية التي يفصلها عنها طريق اسفلتي، كما كانت القرية أكبر التجمعات السكانية في المركز في فترة 1966-1976.

## التاريخ
قرية ميت يزيد من القرى القديمة، حيث وردت باسم «تلبنت بارة ومنية يزيد» في أعمال السمنودية ضمن قرى الروك الصلاحي التي أحصاها ابن مماتي في كتاب قوانين الدواوين، كما وردت باسم «منية يزيد تلبنت» في أعمال الغربية ضمن قرى الروك الناصري التي أحصاها ابن الجيعان في كتاب «التحفة السنية بأسماء البلاد المصرية». وفي تاريخ 1228هـ/1813م الذي عدّ قرى مصر بعد المسح الذي قام به محمد علي باشا باسم «ميت يزيد» ضمن قرى مديرية الغربية. ذكرت القرية في تعداد 1882 من توابع مركز سمنود.

## السكان
بلغ عدد سكان ميت يزيد 25,386 نسمة حسب تقدير عام 2018.
| السنة  | 1882 | 1897 | 1907 | 1927 | 1947 | 1960 | 1976   | 1986   | 1996   | 2006   | 2018   |
| ------ | ---- | ---- | ---- | ---- | ---- | ---- | ------ | ------ | ------ | ------ | ------ |
| القرية | 3891 | 4767 | 5871 | 5569 | 6530 | 8168 | 11,303 | 13,440 | 17,035 | 19,806 | 25,386 |